# Tyukevilya
Tyukevilya (azerbajdzjanska: Tükəvilə) är en ort i Azerbajdzjan.   Den ligger i distriktet Masallı Rayonu, i den sydöstra delen av landet, 200 km sydväst om huvudstaden Baku. Tyukevilya ligger 28 meter över havet och antalet invånare är 1 571.
Terrängen runt Tyukevilya är kuperad åt sydväst, men åt nordost är den platt. Runt Tyukevilya är det ganska tätbefolkat, med 120 invånare per kvadratkilometer.. Närmaste större samhälle är Lankaran, 18,0 km sydost om Tyukevilya.
Trakten runt Tyukevilya består till största delen av jordbruksmark.